# Orthopädietechnik-Mechaniker
Der Orthopädietechnik-Mechaniker (Berufsbezeichnung eingeführt im Juli 2013, davor Orthopädiemechaniker und Bandagist, daneben Orthopädietechniker) ist in Deutschland ein nach dem Berufsbildungsgesetz (BBiG) anerkannter Ausbildungsberuf mit einer Ausbildungsdauer von drei Jahren. Er fertigt für Patienten orthopädische Hilfsmittel an. Die Berufsangehörigen werden auch Orthopädietechniker genannt. Das Orthopädietechnik-Handwerk gehört zu den Gesundheitsfachberufen und zur Gruppe der Gesundheitshandwerke.

## Berufsbild
Orthopädietechnik-Mechaniker fertigen für Patienten nach ärztlicher Verordnung technische Hilfsmittel nach Maß an. Diese dienen der konservativen Behandlung von orthopädischen Problemen und Schäden im Haltungs- und Bewegungsapparat, Gelenkfehlstellungen und -instabilitäten. Dazu zählen Prothesen und Orthesen. Des Weiteren fertigen Orthopädietechnik-Mechaniker spezielle Bandagen und Korsetts, aber auch Erzeugnisse der Rehabilitationstechnik wie Sitzschalen oder individuelle Rollstühle. Je nach Hilfsmittel erfolgen schon während des Fertigungsprozesses Anproben, um den Sitz des Hilfsmittels zu überprüfen und gegebenenfalls zu korrigieren. Sie beraten ihre Kunden bei der Wahl des passenden Hilfsmittels, führen Anamnesen durch, messen betroffene Körperteile aus, erstellen Konstruktionszeichnungen und Modelle. Außerdem reparieren, warten und justieren sie die Hilfsmittel und weisen in ihre Bedienung bzw. Handhabung ein.

## Ausbildung
Die Ausbildungsverordnung ist in Deutschland seit dem 1. August 2013 gültig.

### Struktur der Ausbildung
Die Ausbildung erfolgt im dualen System, das heißt, sie findet an den Lernorten Ausbildungsbetrieb und Berufsschule statt.
Die betriebliche Ausbildung wird in einem von drei Schwerpunkten vertieft. Zur Wahl stehen:
- Prothetik oder
- Individuelle Orthetik oder
- Individuelle Rehabilitationstechnik.[3]

Die Orthopädietechnik bildet die Schnittstelle zwischen Medizin (insbesondere (Technische) Orthopädie), Technik und Handwerk.

### Gesellenprüfung
Die Auszubildenden müssen in der Gestreckten Gesellenprüfung nachweisen, dass sie die zur Ausübung des Berufes erforderlichen beruflichen Handlungskompetenzen erworben haben. Teil 1 der Gestreckten Gesellenprüfung findet am Ende des zweiten Ausbildungsjahres statt. Die Prüfungsergebnisse aus Teil 1 fließen zu 30 % in die Abschlussnote ein. Die verbleibenden 70 % werden in Teil 2 der Gestreckten Gesellenprüfung am Ende der Ausbildung erzielt. In der Gesellenprüfung gibt es schriftliche und praktische Prüfungsbereiche. Die Wahl des betrieblichen Schwerpunktes in der Ausbildung wirkt sich auf das im praktischen Prüfungsbereich zu fertigende orthopädische Hilfsmittel aus.

### Änderungen durch die Neuordnung der Berufsausbildung
| Überschrift      | Orthopädiemechaniker und Bandagist | Orthopädietechnik-Mechaniker                                           |
| ---------------- | ---------------------------------- | ---------------------------------------------------------------------- |
| Inkrafttreten    | 1. August 1996                     | 1. August 2013                                                         |
| Ausbildungsdauer | 42 Monate (3,5 Jahre)              | 36 Monate (3 Jahre)                                                    |
| Prüfungsform     | Zwischen- und Gesellenprüfung      | Gestreckte Gesellenprüfung                                             |
| Berufsstruktur   | Monoberuf                          | Binnendifferenzierung durch betrieblichen Schwerpunkt (Dauer 6 Monate) |

### Ausbildung in Österreich
In Österreich wird im  Beruf des Orthopädietechnikers ausgebildet. Die Ausbildung findet ebenfalls dual, also im Lehrbetrieb und in der Berufsschule, statt. Die Lehrzeit dauert dreieinhalb Jahre. In der Ausbildung wird allen Lehrlingen ein Allgemeiner Teil (Basismodul) gelehrt. Ab dem 3. Lehrjahr kommt die Ausbildung in mindestens zwei der drei folgenden Schwerpunkte hinzu:
- Orthesentechnik
- Prothesentechnik
- Rehabilitationstechnik.

Die Ausbildung schließt mit einer Lehrabschlussprüfung ab, die sich in eine praktische und theoretische Prüfung gliedert. Dabei umfasst die praktische Prüfung die Gegenstände Prüfarbeit und Fachgespräch und die theoretische Prüfung beinhaltet die Gebiete „Grundlagen der Orthopädietechnik“, „Technologie“ und „Angewandte Mathematik“.
In Österreich werden auch die mit der Orthopädietechnik verwandten Berufe Bandagist und Orthopädieschuhmacher gelehrt.

### Ausbildung in der Schweiz
In der Schweiz erlernen die Auszubildenden den Beruf des Orthopädisten. Hier dauert die Ausbildung vier Jahre.

### Geschichtliche Entwicklung der Ausbildung in Deutschland
Die Orthopädietechnik entwickelte sich aus der chirurgischen Technik. Der Würzburger Instrumentenmacher Johann Georg Heine begründete im 19. Jahrhundert das Berufsbild der Orthopädiemechanik und in Deutschland das Fachgebiet der Orthopädie. Zu den ersten Orthopädiemechanikern in Würzburg gehörte am Juliusspital (bis ins 20. Jahrhundert) Andreas Hass, der im ersten Viertel des 20. Jahrhunderts noch die orthopädische Sammlung Heines betreute. Im Handwerk Orthopädietechnik gilt seit dem 1. August 2013 die neue Verordnung über die Gesellenausbildung zum Orthopädietechnik-Mechaniker. Vorher galt seit 1996 die Verordnung über den Ausbildungsberuf Orthopädiemechaniker und Bandagist mit einer Ausbildungsdauer von dreieinhalb Jahren. Dieser Beruf wurde damals aus den beiden zuvor eigenständigen Berufen Orthopädiemechaniker und Bandagist, mit jeweils dreijähriger Ausbildungsdauer, zusammengeführt.

## Weiterbildung
- Orthopädietechniker-Meister
- Geprüfter Betriebswirt nach der Handwerksordnung[12]
- Studium Technische Orthopädie (B.Eng.)[13]
- Studium Orthopädie-Ingenieur (B.Eng. und M.Eng.)[14]
- Studium Orthobionik (B.Sc.)[15]

## Verbände, Fachmessen und Organisationen
Die meisten orthpädietechnischen Betriebe sind Mitglieder in der jeweils zuständigen (Landes-)Innung für Orthopädietechnik. Diese Innungen wiederum sind Mitglieder im Bundesinnungsverband für Orthopädie-Technik (BIV-OT).
Die zuständige Berufsgenossenschaft ist die BG ETEM (Energie, Textil, Elektro, Medienerzeugnisse).
Die Branchenleitmesse OTWorld (bis 2012 Orthopädie + Reha-Technik) findet alle zwei Jahre (immer in den Jahren mit gerader Jahreszahl) im Mai auf dem Messegelände Leipzig statt.
In den ungeraden Jahren findet in Kassel die Expolife statt.
Viele Berufsschullehrer für die Orthopädietechnik sind Mitglied in der Arbeitsgemeinschaft der Lehrerinnen und Lehrer für Orthopädietechnik und Förderer (ALLOF e. V.).